# Aphelandra acanthifolia
Aphelandra acanthifolia là một loài thực vật có hoa trong họ Ô rô. Loài này được Hook. mô tả khoa học đầu tiên năm 1837.